# Розенберг, Герман фон
Карл Беньямин Герман фон Розенберг (нем. Carl Benjamin Hermann von Rosenberg, 1817—1888) — немецкий путешественник, зоолог и этнограф, писатель

, журналист.

## Краткая биография
В конце 1839 года поступил на голландскую службу и вскоре отбыл из Европы в голландскую Ост-Индию, где начал работать военным топографом.
С 1840 по 1856 год Розенберг занимался топографическими работами на Суматре и соседних островах. Затем он перешёл с военной службы на гражданскую и работал в качестве картографа и геодезиста на Молуккских островах и в западной (голландской) части Новой Гвинеи.
С начала 1860-х годов Розенберг собирал образцы растений и животных (особенно птиц) для Германа Шлегеля и его Лейденского музея естественной истории.
В 1871 году Розенберг вышел в отставку и вернулся в Европу, после чего подготовил и опубликовал несколько книг и статей о своей работе в Ост-Индии. В них он писал о географии и зоологии Суматры, Сулавеси, Новой Гвинеи и Молуккских островов, а также об обычиях и языках народов, населяющих эти острова. Иллюстрации для этих книг были выполнены на основе рисунков автора.